# Алкона (округ, Мічиган)
Шаблон:StateAbbr_ 44°43′ пн. ш. 83°16′ зх. д. / 44.71° пн. ш. 83.27° зх. д.
Округ Алкона (англ. Alcona County) — округ (графство) у штаті Мічиган, США. Ідентифікатор округу 26001.

## Історія
Округ утворений 1840 року.

## Демографія
За даними перепису
2000 року
загальне населення округу становило 11719 осіб, зокрема міського населення було 163, а сільського — 11556.
Серед мешканців округу чоловіків було 5924, а жінок — 5795. В окрузі було 5132 домогосподарства, 3568 родин, які мешкали у 10584 будинках.
Середній розмір родини становив 2,67.
Віковий розподіл населення поданий у таблиці:
| Стать    | До 15 років | 15-21 | 22-29 | 30-39 | 40-49 | 50-65 | 65-85 | Понад 85 |
| -------- | ----------- | ----- | ----- | ----- | ----- | ----- | ----- | -------- |
| Чоловіки | 949         | 434   | 272   | 658   | 788   | 1439  | 1281  | 103      |
| Жінки    | 835         | 362   | 292   | 625   | 790   | 1409  | 1304  | 178      |

## Суміжні округи
- Алпена — північ
- Айоско — південь
- Огемо — південний захід
- Оскода — захід
- Монтморенсі — північний захід

## Виноски
1. ↑  US Decennial Census. US Census Bureau. Архів оригіналу за 26 квітня 2015. Процитовано 18 вересня 2014.
2. ↑  Historical Census Browser. University of Virginia Library. Архів оригіналу за 11 серпня 2012. Процитовано 18 вересня 2014.
3. ↑  Population of Counties by Decennial Census: 1900 to 1990. US Census Bureau. Архів оригіналу за 15 лютого 2015. Процитовано 18 вересня 2014.
4. ↑  Census 2000 PHC-T-4. Ranking Tables for Counties: 1990 and 2000 (PDF). US Census Bureau. Архів оригіналу (PDF) за 18 грудня 2014. Процитовано 18 вересня 2014.
5. ↑  State & County QuickFacts. US Census Bureau. Архів оригіналу за 6 червня 2011. Процитовано 26 серпня 2013. [Архівовано 2011-06-06 у Wayback Machine.](англ.) Наведено за англійською вікіпедією.
6. ↑  American FactFinder. Бюро перепису населення США. Архів оригіналу за 26 лютого 2012. Процитовано 31 січня 2008. [Архівовано 2008-05-21 у Wayback Machine.]

| США | Це незавершена стаття з географії США. Ви можете допомогти проєкту, виправивши або дописавши її. |